# هارپهم
هارپهم (به انگلیسی: Harpham) یک روستا و محله مدنی در بریتانیا است که در East Riding of Yorkshire واقع شده‌است. هارپهم ۳۰۳ نفر جمعیت دارد.